# Kośkowce
Kośkowce – dawna wieś. Tereny, na których leżała, znajdują się obecnie na Białorusi, w obwodzie witebskim,  w rejonie miorskim, w sielsowiecie Powiacie.

## Historia
W czasach zaborów wieś w gminie Leonpol, w powiecie dzisieńskim, w guberni wileńskiej Imperium Rosyjskiego.
W latach 1921–1945 wieś leżała w Polsce, w województwie wileńskim, w powiecie dziśnieńskim (od 1926 w powiecie brasławskim), w gminie Leonpol.
Powszechny Spis Ludności z 1921 roku nie podał danych dotyczących miejscowości. W 1931 w 6 domach zamieszkiwało 25 osób.